# Forcipomyia formosana
Forcipomyia formosana är en tvåvingeart som beskrevs av Jean-Jacques Kieffer 1916. Forcipomyia formosana ingår i släktet Forcipomyia och familjen svidknott.
Artens utbredningsområde är Taiwan. Inga underarter finns listade i Catalogue of Life.